# Gran Palacio de Estudios del Pueblo
El Gran Palacio de Estudios del Pueblo es una biblioteca ubicada en la plaza Kim Il-sung del centro de Pionyang, construida como homenaje al entonces presidente de Corea del Norte Kim Il-sung.

## Descripción
El Palacio de Estudios fue construido con un estilo coreano tradicional en abril de 1982 durante un período de 21 meses para celebrar el cumpleaños 70 del líder Kim Il-sung. Posee una superficie de 100 000 metros cuadrados y tiene unas 600 habitaciones.
El Gran Palacio de Estudios del Pueblo contiene gran cantidad de material audiovisual, música y lo principal, una colección de más de 3 millones de piezas, entre las que hay aproximadamente 40.000 libros, manuscritos y otros documentos, que están catalogados como objetos de más de cien años de antigüedad, algunos incluso datan del siglo XIII. Muchos de los documentos en la colección están escritos por líderes comunistas nacionales e internacionales o son de uso técnico. Del total de libros, cerca de 10.800 son documentos, libros o manuscritos realizados por Kim Il-sung. Las publicaciones extranjeras están disponibles sólo bajo un permiso especial. Los escritos de Kim Jong-il también están almacenados en la biblioteca.

## Usos y equipos
El objetivo que le dio el gobierno norcoreano a esta obra arquitectónica fue la de proveer información gratuita a la gente para así hacer una sociedad más letrada y culta.
Además esta construcción tiene tecnologías que hacen más eficaces las utilidades de esta edificación, como los auditorios en forma de ‘C’ para que el sonido se escuche óptimamente a todos los espectadores del recinto, y también las mesas regulables que hacen que cualquier persona pueda leer cómodamente a su altura por lo que sirve para personas de todas las alturas.

## Galería

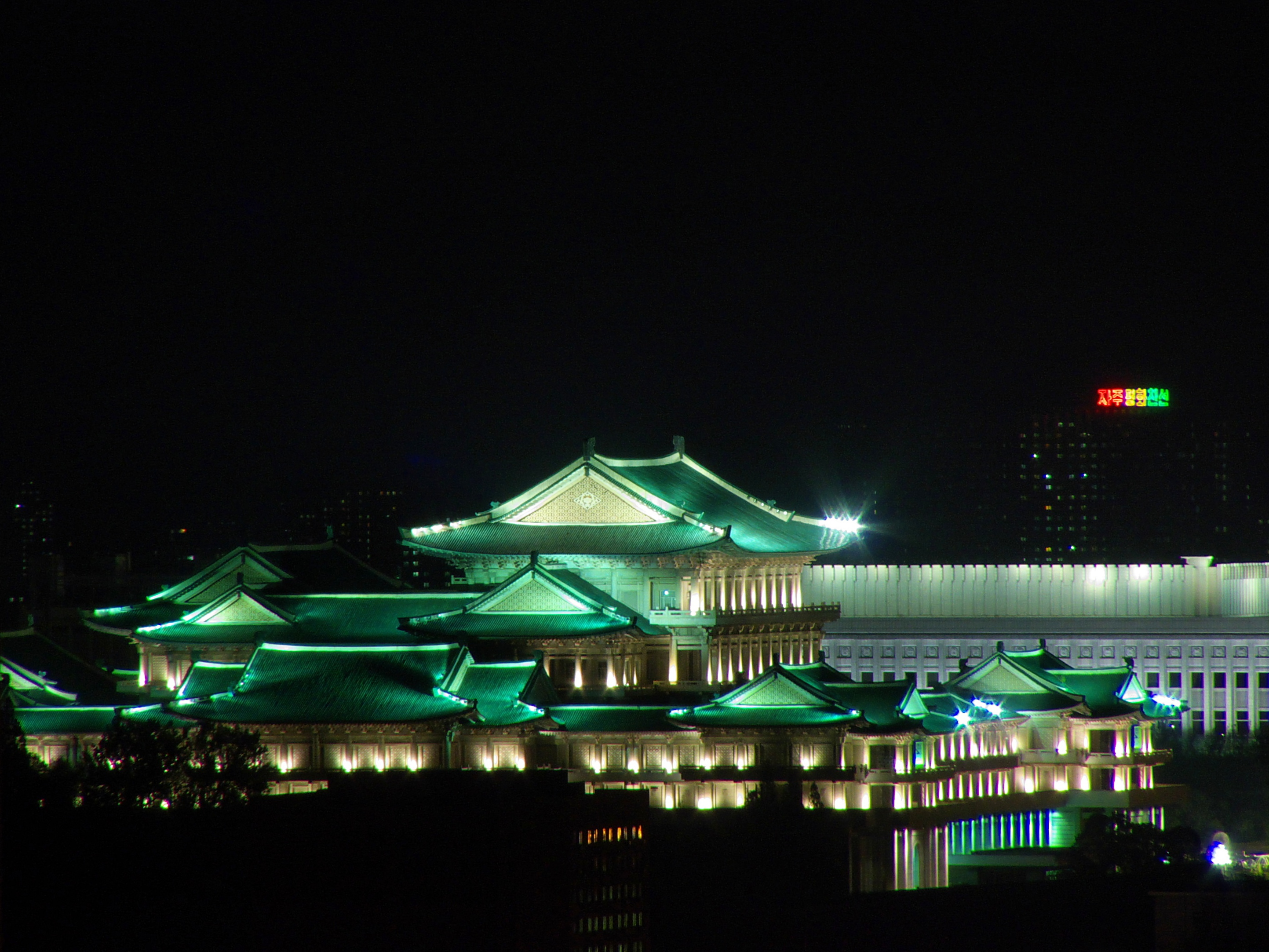
El palacio de noche.
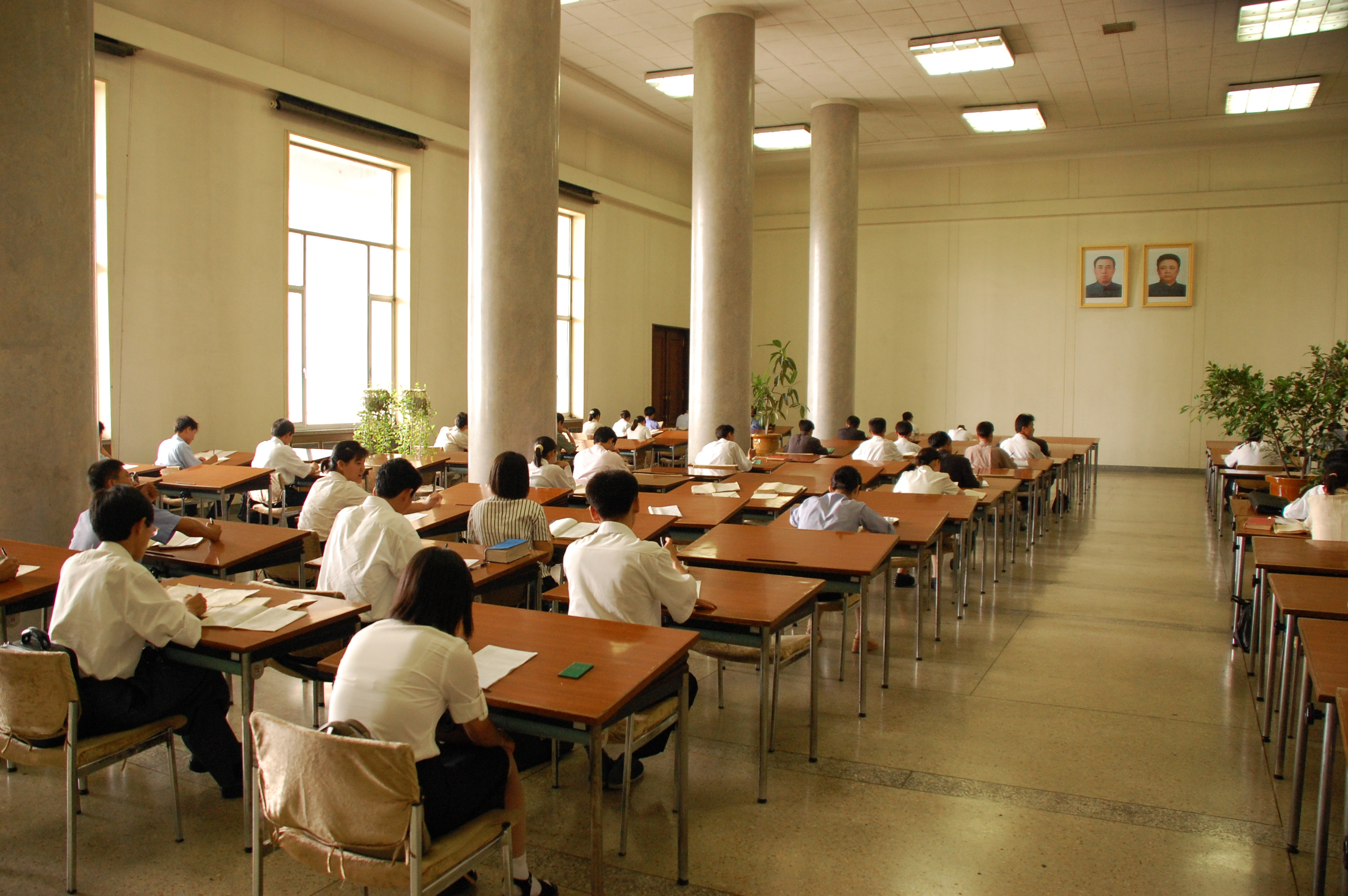
Sala al interior del palacio de estudios del pueblo.
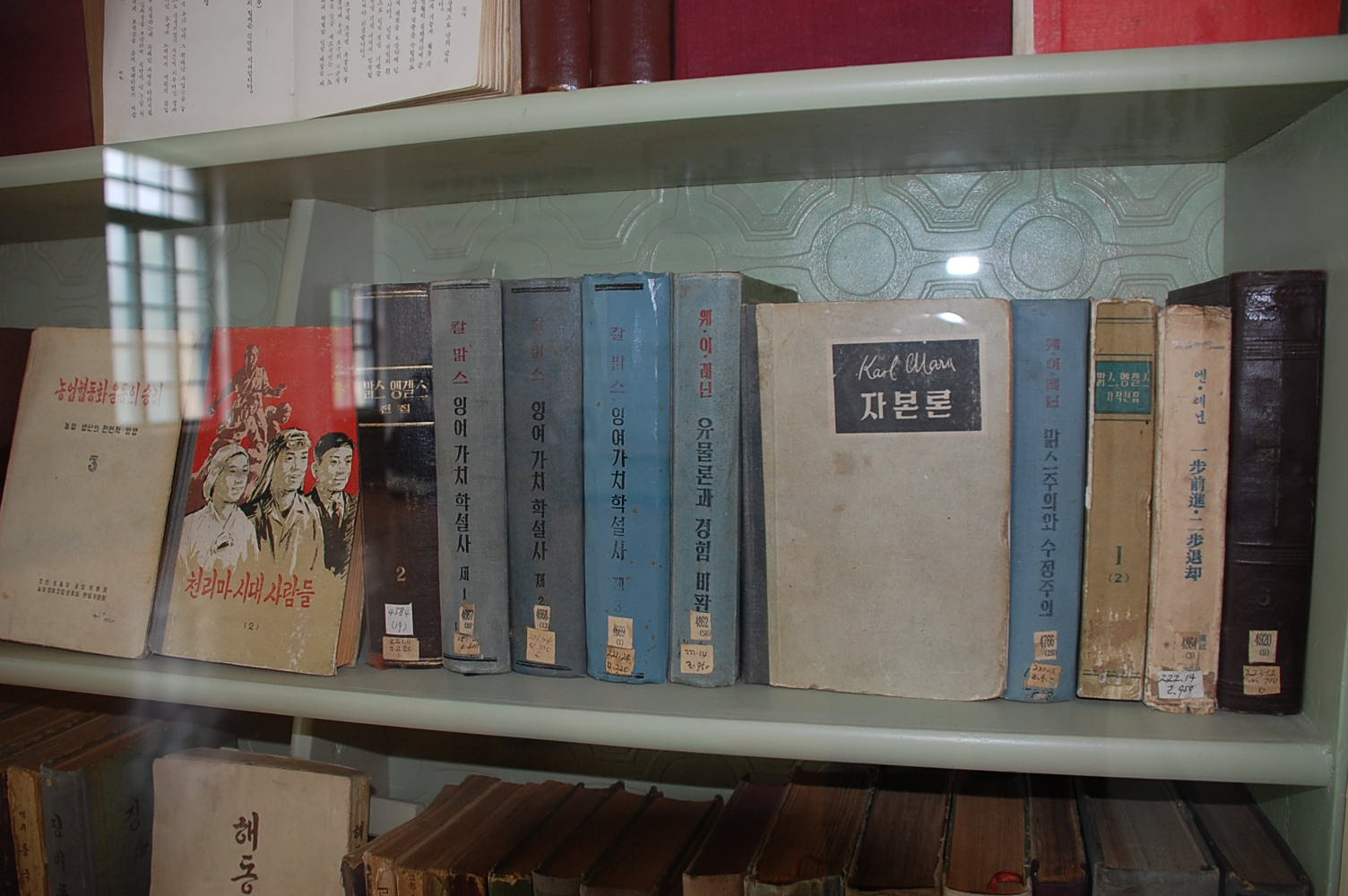
Estantería con varios libros.
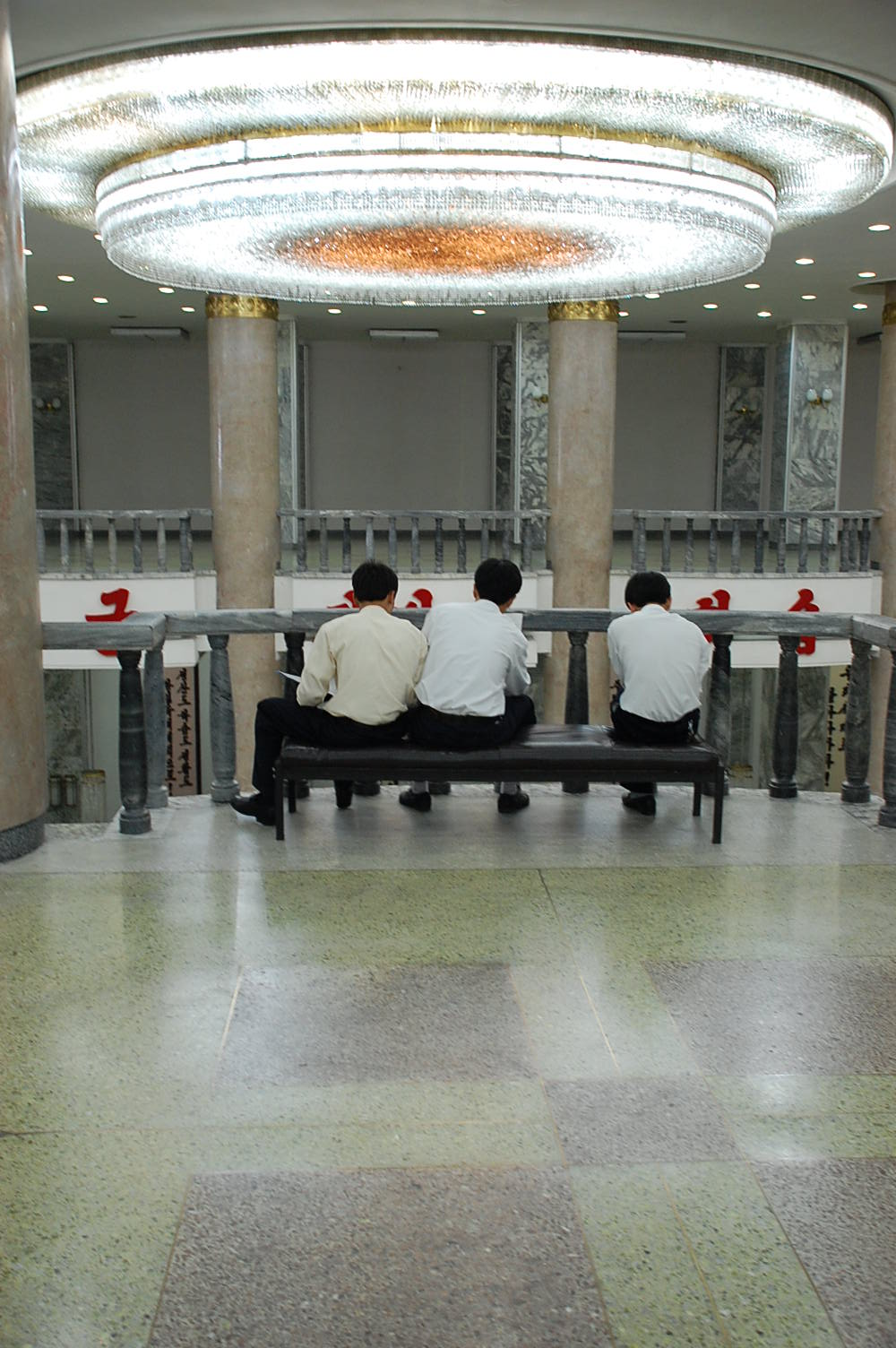
Vestíbulo.